# Motuti (fleuve)

Le fleuve Motuti  (en anglais : Motuti River) est un court cours d’eau large de la région du  Northland de l’Île du Nord de la Nouvelle-Zélande.

## Géographie
Plus qu’un bras boueux du mouillage  de Hokianga Harbor , c’est un véritable fleuve , s’écoulant vers le sud à partir du village de Motuti pour atteindre le chenal principal vers le mouillage d’Hokianga à 10 km à l’ouest de la ville de  Rawene.
(en) Land Information New Zealand, « détail emplacement: Motuti (fleuve) », sur New Zealand Gazetteer